# Bruarøya
Bruarøya est une île norvégienne dans le comté de Hordaland. Elle fait partie du territoire de l'ancienne commune de Øs, aujourd'hui rattachée à Bjørnafjorden.

## Géographie
Rocheuse, elle s'étend sur environ 497 m de longueur pour une largeur approximative de 364 m. Elle compte de nombreuses habitations et de nombreuses rues. 